# 37e congrès fédéral du Parti socialiste ouvrier espagnol
Le XXXVIIe congrès fédéral du Parti socialiste ouvrier espagnol (en espagnol : XXXVII Congreso Federal del Partido Socialista Obrero Español) est un congrès du Parti socialiste ouvrier espagnol (PSOE), organisé du 4 au 6 juillet 2008 afin d'élire le secrétaire général, la commission exécutive et d'adopter la motion d'orientation politique et les nouveaux statuts.
José Luis Rodríguez Zapatero, secrétaire général du PSOE, est largement réélu pour un troisième mandat.

## Candidat au secrétariat général
| Candidat | Candidat | Candidat                              | Fonction politique récente                                                       |
| -------- | -------- | ------------------------------------- | -------------------------------------------------------------------------------- |
|          |          | José Luis Rodríguez Zapatero (47 ans) | Président du gouvernement (depuis 2004) Secrétaire général du PSOE (depuis 2000) |

## Déroulement
Le congrès est convoqué les 4, 5 et 6 juillet 2008.
La rédaction de la motion d'orientation politique est coordonnée par l'ancien ministre du Travail Jesús Caldera et l'ex-directeur adjoint du cabinet de la présidence du gouvernement Enrique Guerrero.

## Résultats
Le 5 juillet, José Luis Rodríguez Zapatero est largement réélu secrétaire général du PSOE : il obtient 98,53 % des suffrages exprimés. Le lendemain, sa liste pour la commission exécutive fédérale reçoit le soutien de 98,8 % des votants.

### Élection du secrétaire général
| Candidat | Candidat                     | Voix | %     |
| -------- | ---------------------------- | ---- | ----- |
|          | José Luis Rodríguez Zapatero | 941  | 98,53 |
|          | Votes blancs                 | 14   | 1,47  |
|          |                              |      |       |
| Total    | Total                        | 955  | 100   |

### Élection de la commission exécutive
| Candidat             | Candidat                     | Voix | %    |
| -------------------- | ---------------------------- | ---- | ---- |
|                      | José Luis Rodríguez Zapatero |      | 98,8 |
| Votes blancs et nuls | Votes blancs et nuls         |      | 1,2  |
| Total                | Total                        |      | 100  |

### Composition de la commission exécutive
La commission exécutive, renouvelée à 50 %, est totalement paritaire et comprend un membre de plus que l'équipe sortante. Pour la première fois depuis Carmen García Bloise, le poste stratégique de secrétaire à l'Organisation échoit à une femme, Leire Pajín. Celle-ci succède à José Blanco, qui reste « numéro deux » du PSOE en prenant le titre de vice-secrétaire général, tombé en désuétude après le départ d'Alfonso Guerra. La secrétaire exécutive Bernarda Jiménez devient la première immigrée à intégrer la direction du PSOE,.
| Commission exécutive fédérale                                                          | Commission exécutive fédérale |
| -------------------------------------------------------------------------------------- | ----------------------------- |
| Président                                                                              | Manuel Chaves                 |
| Secrétaire général                                                                     | José Luis Rodríguez Zapatero  |
| Vice-secrétaire général                                                                | José Blanco                   |
| Secrétaire à l'Organisation et à la Coordination                                       | Leire Pajín                   |
| Secrétaire aux Relations institutionnelles et à la Politique des communautés autonomes | Mar Moreno                    |
| Secrétaire à la Politique internationale et à la Coopération                           | Elena Valenciano              |
| Secrétaire aux Idées et aux Projets                                                    | Jesús Caldera                 |
| Secrétaire aux Villes et à la Politique municipale                                     | Antonio Hernando              |
| Secrétaire à l'Éducation et à la Culture                                               | Cándida Martínez (es)         |
| Secrétaire à la Politique économique et à l'Emploi                                     | Octavio Granado (es)          |
| Secrétaire à l'Égalité                                                                 | Soledad Cabezón               |
| Secrétaire au Bien-être social                                                         | Soledad Pérez                 |
| Secrétaire à l'Environnement et au Développement rural                                 | Hugo Morán (es)               |
| Secrétaire aux Mouvements sociaux et aux ONG                                           | Pedro Zerolo                  |
| Secrétaire à l'Innovation et aux Nouvelles technologies                                | María González Veracruz       |
| Secrétaire exécutif à l'Aménagement du territoire et au Logement                       | Inmaculada Rodríguez-Piñero   |
| Secrétaire exécutif aux Libertés publiques et aux Droits des citoyens                  | Álvaro Cuesta                 |
| Secrétaire exécutif à la Conciliation vie-travail                                      | Eva Almunia (es)              |
| Secrétaire exécutif à la Culture                                                       | José Andrés Torres Mora       |
| Secrétaire exécutif à l'Intégration et au Vivre-ensemble                               | Bernarda Jiménez              |
| Membre                                                                                 | Carme Chacón                  |
| Membre                                                                                 | Alfredo Pérez Rubalcaba       |
| Membre                                                                                 | Rodolfo Ares (es)             |
| Membre                                                                                 | Miquel Iceta                  |
| Membre                                                                                 | Francina Armengol             |
| Membre                                                                                 | Eduardo Madina                |
| Membre                                                                                 | Pilar Alegría                 |
| Membre                                                                                 | Xosé Sánchez Bugallo (es)     |
| Membre                                                                                 | María Luisa Araújo (es)       |
| Membre                                                                                 | Maru Menéndez (es)            |
| Membre                                                                                 | Javier Barrero                |
| Membre                                                                                 | Francisca Luengo              |